# Douglas Johansson
Sten Gunnar Douglas Johansson, född 31 januari 1960 i Solna församling, Stockholms län, är en svensk skådespelare.
Johansson är utbildad vid Calle Flygares teaterskola 1977–1979, Balettakademien 1978–1983, Herman Howells dansstudio 1979–1983 och Teaterhögskolan i Stockholm 1984–1987. Han debuterade 1988 i TV-serien Xerxes, men är mest förknippad med rollen som Martinsson i filmerna om Kurt Wallander.

## Filmografi
- 1988 – Xerxes (TV-serie)
- 1990 – Honungsvargar
- 1992 – Hassel – Botgörarna
- 1996 – Jerusalem
- 1996 – Skilda världar (TV-serie)
- 1997 – Emma åklagare (TV-serie)
- 1997 – Ogifta par
- 1997 – Tic Tac
- 1998 – Hamilton
- 1998 – Pistvakt – En vintersaga (TV-serie)
- 1998 – Rederiet (TV-serie)
- 1998 – S:t Mikael (TV-serie)
- 1998 – Beck – Vita nätter
- 1999–2000 – Eva och Adam (TV-serie)
- 1999 – Jakten på en mördare (TV-serie)
- 1999 – Mitt i livet (TV-serie)
- 2000 – Brottsvåg (TV-serie)
- 2000 – Livet är en schlager
- 2001 – En fot i graven (TV-serie)
- 2001 – Eva & Adam – fyra födelsedagar och ett fiasko
- 2001 – Kaspar i Nudådalen (TV-serie)
- 2001 – Röd jul
- 2002 – Hjälp! Rånare! (TV-serie)
- 2002 – Skeppsholmen (TV-serie)
- 2003 – Talismanen (TV-serie)
- 2003 – C/o Segemyhr (TV-serie)
- 2004 – Danslärarens återkomst
- 2005 – Borkmanns punkt
- 2005 – Lasermannen (TV-serie)
- 2005 – Wallander – Innan frosten
- 2005 – Wallander – Byfånen
- 2005 – Wallander – Bröderna
- 2005 – Wallander – Mörkret
- 2005 – Wallander – Afrikanen
- 2005 – Wallander – Mastermind
- 2006 – Wallander – Den svaga punkten
- 2006 – Annas bästa kompis
- 2006 – Förortsungar
- 2006 – Kronprinsessan (TV-serie)
- 2006 – Mellan natt och dag
- 2007 – Arn – Tempelriddaren
- 2007 – August (TV-serie)
- 2007 – Rosa: The Movie
- 2008 – Oskyldigt dömd
- 2008 – Livet i Fagervik (TV-serie)
- 2009 – Hotell Kantarell (TV-serie)
- 2009 – Wallander – Hämnden
- 2009 – Wallander – Skulden
- 2009 – Wallander – Kuriren
- 2009 – Wallander – Tjuven
- 2009 – Wallander – Cellisten
- 2009 – Wallander – Prästen
- 2009 – Wallander – Läckan
- 2009 – Wallander – Skytten
- 2010 – Wallander – Dödsängeln
- 2010 – Wallander – Vålnaden
- 2010 – Wallander – Arvet
- 2010 – Wallander – Indrivaren
- 2010 – Wallander – Vittnet
- 2012 – Johan Falk: Kodnamn Lisa
- 2012 – Johan Falk: Spelets regler
- 2012 – Kommissarien och havet (TV-serie)
- 2012 – The Impossible
- 2013 – Eskil och Trinidad
- 2013 – Wallander – Den orolige mannen
- 2013 – Wallander – Försvunnen
- 2013 – Wallander – Sveket
- 2013 – Wallander – Saknaden
- 2013 – Wallander – Mordbrännaren
- 2013 – Wallander – Sorgfågeln
- 2013 – Fröken Frimans krig (TV-serie)
- 2014 – Den fjärde mannen (TV-serie)
- 2015 – Miraklet i Viskan
- 2019 – Vår tid är nu (TV-serie)

## Teater

### Roller (ej komplett)
| År   | Roll                                  | Produktion                                                       | Regi               | Teater                 |
| ---- | ------------------------------------- | ---------------------------------------------------------------- | ------------------ | ---------------------- |
| 1986 | Invånare                              | Perikles William Shakespeare                                     | Eva Ultz           | Stockholms stadsteater |
| 1996 | Trincolo                              | Stormen (The Tempest) William Shakespeare                        | Guðjón Pedersen    | Riksteatern            |
| 2002 | Misjka Doktor Hedanferd               | Revisorn Nikolaj Gogol                                           | Wilhelm Carlsson   | Chinateatern           |
| 2003 | Hertigen av Burgund Läkare Gammal man | Kung Lear William Shakespeare                                    | Stefan Larsson     | Dramaten               |
| 2004 | Speaker Pappa Vakten                  | A Clockwork Orange 2004 Anthony Burgess                          | Kasper Bech Holten | Dramaten               |
| 2006 | Maurice Girodias Robert Brush         | Valerie Jean Solanas ska bli president i Amerika Sara Stridsberg | Klaus Hoffmeyer    | Dramaten               |
| 2007 |                                       | Alla mina söner (All my sons ) Arthur Miller                     | Björn Melander     | Teater Västmanland     |
| 2010 | En högbåtsman                         | Stormen William Shakespeare                                      | John Caird         | Dramaten               |
| 2011 | Jago                                  | Othello William Shakespeare                                      | Dritëro Kasapi     | Riksteatern            |
| 2014 |                                       | Rickard III William Shakespeare                                  | Stefan Larsson     | Dramaten               |
| 2019 |                                       | Hålla andan Zinnie Harris                                        | Lena Endre         | Dramaten               |